# هنری میلن ادواردز
هنری میلن ادواردز (انگلیسی: Henri Milne-Edwards; ۲۳ اکتبر ۱۸۰۰ – ۲۹ ژوئیهٔ ۱۸۸۵) دانشمند در زمینه جانورشناسی اهل فرانسه بود.
وی همچنین برندهٔ جوایزی همچون مدال کاپلی و لژیون دونور (افسر بزرگ) شده‌است.